# Manuel Geraldes
Manuel António Geraldes GCL (Morais, Macedo de Cavaleiros, 12 de fevereiro de 1950) é um coronel do exército português na reserva e um Capitão de Abril que, durante a Revolução dos Cravos, tomou de assalto as instalações da RTP. Foi o mais jovem militar a participar no Movimento dos Capitães, com apenas 23 anos.

## Biografia
Nascido na freguesia de Morais, no Norte de Portugal, Manuel Geraldes é um de cinco filhos: duas meninas e três meninos. Saiu de casa depois de terminar a escola primária em 1960 para frequentar o Seminário da Congregação do Espírito Santo, primeiro no Peso da Régua e depois em Braga.
Abandonou os estudos religiosos em 1966, aos 15 anos, e mudou-se para Bragança para terminar o ensino secundário, candidatando-se depois ao ingresso na Academia Militar, em Lisboa. No entanto, primeiro, trabalhou como gerente num lar de idosos em Bragança e depois ingressou no Departamento de Finanças do Porto antes de tentar alistar-se no exército em 1969. Geraldes concluiu o curso de Administração Militar em 1973. 
No início de outubro de 1973, ingressou na Escola Prática de Administração Militar, ou Escola de Formação em Administração Militar (EPAM), graduando-se com o posto de aluno-tenente (aspirante).
Durante o segundo e terceiro anos na academia, começou a estreitar relações com alguns de seus professores. Foi aí que começou a surgir o “anti-regime, progressista e democrático Manuel Geraldes”, conforme já disse em diversas entrevistas.

### Participação no 25 de Abril de 1974
Em dezembro de 1973, Geraldes tornou-se representante da administração militar na comissão responsável pela coordenação do Movimento das Forças Armadas, no golpe de Estado que pôs fim a 48 anos de ditadura corporativista de Estado Novo em Portugal. Aos 23 anos, foi o mais jovem dos chamados Capitães de Abril.
No dia em que o antigo regime caiu, em 25 de abril de 1974, Geraldes fez parte do grupo que ocupou o edifício da Rádio e Televisão Portuguesa (RTP), ponto estratégico da operação. “Foi uma noite inesquecível. Valeu a pena uma vida inteira. Se eu não tivesse mais nada para levar para o outro lado, isso seria suficiente”, afirmou, por diversas vezes.
Em 1974, tornou-se diretor administrativo do departamento de programação da RTP, integrando uma equipa militar chefiada por António Ramalho Eanes, que mais tarde se tornou presidente da República Portuguesa.
Durante os tumultuosos acontecimentos de 25 de Novembro de 1975, quando a agitação política quase levou à guerra civil no país, Geraldes foi mantido preso durante várias horas. Foi um dos signatários do Documento dos Nove, defendido por um grupo de nove oficiais das Forças Armadas apoiados pelo Partido Socialista, que propunha uma alternativa à crise e se opunha aos militares mais radicais. O documento endossou o estabelecimento de um regime político pluralista e a continuação da Assembleia Constituinte.
Geraldes deixou a RTP em 1976, depois do primeiro governo constitucional, liderado por Mário Soares, ter dissolvido o grupo militar que então comandava a estação de teledifusão. Em seguida, o exército português nomeou-o Chefe de Gabinete do Estado-Maior das Forças Armadas, incumbido-o de produzir uma série instrutiva sobre a nova Constituição da República Portuguesa da equipa para treinamento militar.
Paralelamente, começou a estudar Economia e Sociologia na recém-fundada Universidade Nova de Lisboa (UNL), frequentando aulas depois do trabalho. Geraldes regressou à Escola Prática de Administração Militar em Outubro de 1979 e participou na primeira unidade operacional de abastecimento logístico e apoio ao transporte do exército português. Concluiu a sua licenciatura na UNL em 1980, tendo passado um ano interino nos Estados Unidos a frequentar um curso de formação logística na US Army Quartermaster School.
Enquanto geria o complexo turístico militar da cidade de Lagos, no sul de Portugal, de abril de 1982 a maio de 1984, regressou a Lisboa e ingressou no Departamento de Alimentação do Exército.
Em setembro de 1985, transferiu-se para o Instituto de Altos Estudos Militares para gerir as finanças do Conselho de Administração administrativo. Também supervisionou a messe de oficiais de Pedrouços (Messe de Oficiais de Pedrouços), que serviu banquetes oficiais para a NATO, delegados e líderes mundiais.

### Vida em Macau
Já Major, Geraldes chegou a Macau em fevereiro de 1988 para assumir o novo cargo de gestor financeiro do Comando das Forças de Segurança, onde permaneceu até Setembro de 1996.
O então secretário da Segurança, Manuel Monge, convidou-o para ser seu conselheiro, cargo que deixou quando a transferência de soberania do território culminou, em 19 de Dezembro de 1999, e no mesmo dia embarcou com a comitiva do antigo governador de Macau, Vasco Rocha Vieira.
Geraldes regressou a Portugal num bilhete de ida e volta, uma vez que a sua segunda mulher, com quem teve uma segunda filha, ficou em Macau. Depois de se transferir para a reserva do Exército a seu pedido, retornou à cidade chinesa em 20 de janeiro de 2000.
Em 2001, Geraldes tornou-se representante da AICEP Portugal Global em Macau. Permaneceu no cargo até 2007, altura em que assumiu o cargo de compliance officer no banco Caixa Geral de Depósitos durante quase três anos. Enquanto isso, atuou no conselho administrativo da Clínica Maló por pouco mais de um ano.
Depois de se aposentar em 2011, que se dedica à família e ao Clube Militar de Macau, instituição fundada em 1870. Associado desde 1988, Geraldes assumiu a presidência do conselho de administração em 1992. Empreendeu muitas iniciativas desde então, incluindo melhorias no edifício e a renovação do seu restaurante português. Além de uma breve pausa entre 1998 e 2002, o transmontano permanece no cargo desde então.

## Condecorações
- Grã-Cruz da Ordem da Liberdade (4 de fevereiro de 1986)

Em reconhecimento à sua dedicação ao clube e ao seu trabalho com as Forças de Segurança de Macau, o governo de Macau atribuiu a Geraldes o Título Honorífico de Valor em 1997. Em Portugal, recebeu também a Medalha de Serviços Distintos (Prata) do Chefe do Estado-Maior do Exército e duas Medalhas de Mérito Militar.